# مضيرة
الْمَضِيرَةُ وبالفارسية دُوغْ باجْ هي طبق عربي يتكون من اللحم بصلصة اللبن والليمون والنعناع.

## التاريخ
ذُكرت في كتاب الطبيخ عام 1225م لمحمد بن الحسن البغدادي كما يلي:
«صنعتها ان يقطع اللحم السمين أوساطاً (مع الألية، وإذا كان فيه فراخ قطعت على مفاصلها). ثم يجعل في القدر مع يسير ملح وغمرة ماء. ثم يغلى وتزال رغوته. فإذا قارب النضج يؤخذ البصل الكبار والكراث النبطي الكبار أيضاً فيقشر، وتقطّع أذنابه ثم يغسل بماء وملح وينشف ويطرح في القدر. ويطرح عليه الكسفرة اليابسة والكمون والمصطكي والدار صيني المدقوقة ناعماً، فإذا نضج ونشف الماء منه ولم يبقَ سوى الدهن غرف في صحن. ثم يؤخذ من اللبن الفارسي قدر الحاجة فيلقى في القدر (ويجعل فيه الليموه المملوح والنعنع الطري) ويترك حتى يغلى غليه. ثم تسكن النار عنه ويحرك، فإذا سكن غليانه أعيد ذلك اللحم والتوابل إليه. ويغطى رأس القدر، وتمسح جوانبها وتترك حتى تهدأ على النار وترفع.»